# 維氏康吉鰻
維氏康吉鰻（學名：Conger verreauxi），又稱維氏糯鰻，是輻鰭魚綱鰻形目康吉鳗科康吉鳗属的其中一種，分布於東印度洋澳洲西澳大利亞至新南威爾斯省及西南太平洋紐西蘭海域，深度可達45公尺，體長可達200公分，體重可達5公斤，棲息在岩石或珊瑚礁洞穴，為底棲性魚類，生活習性不明，可做為食用魚。